# Aperes Schareck
Das Apere Schareck ist ein 2968 m ü. A. hoher Vorgipfel des Scharecks in der Goldberggruppe der Zentralalpen im österreichischen Bundesland Salzburg.

## Lage und Umgebung

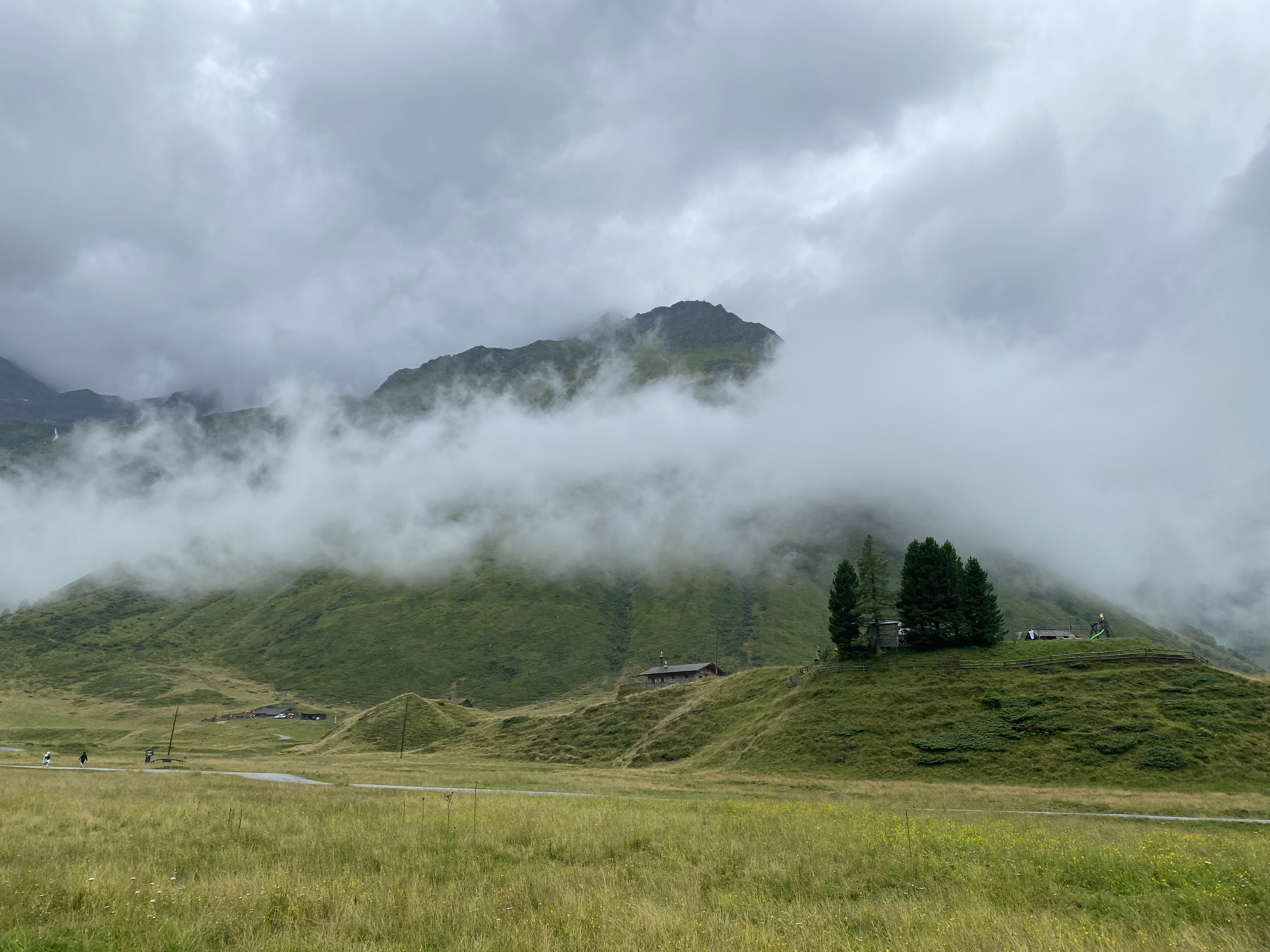
Almhütten an den Ausläufern des Aperen Scharecks, der Gipfel steckt in den Wolken

Das Apere Schareck befindet sich in der Katastralgemeinde Böckstein der Gemeinde Bad Gastein und im Nationalpark Hohe Tauern. Südöstlich des Gipfels erstreckt sich ein Firnfeld im Schlapperebenkar. Der Gipfel des Aperen Scharecks ist dem Schareckkees und dem 3122 m ü. A. hohen Gipfel des Scharecks vorgelagert. An den nordöstlichen Ausläufern liegen mehrere Almen, die zur Ortschaft Bad Gastein gehören: die Krugalm, die Moisesalm, die Naßfeldalm, die Schareckalm und die Wetzlalm. Über das Apere Schareck führt der Wanderweg Neuwirthsteig von der Moisesalm auf das Schareck.

## Geologie
Die Geologie des Aperen Scharecks ähnelt jener des Scharecks und der Herzog-Ernst-Spitze. Über paläozoischen Metasedimenten gibt es eine Abfolge von mesozoischen Metasedimenten des Tauernfensters (Penninikum), bestehend aus Schwarzphylliten, Kalkglimmerschiefern, Albit-Porphyroklasten-Schiefern, Granat-Glimmerschiefern, Karbonat-Quarziten, Prasinitlagen und Paragneisen. Solifluktionsloben wie jene nordöstlich des Gipfels des Aperen Scharecks kommen in der Gegend häufiger vor, etwa auch nordöstlich des Gipfels des Seekopfs und südöstlich des Knappenbäudlsees.

## Fauna und Flora
Die Gamswild-Ruhezonen Neuwirthsteig und Schlapperebenkar dürfen von 1. Dezember bis 31. Mai nicht betreten werden. An den tiefer gelegenen Hängen finden sich abschnittsweise staudenreicher Hochgebirgsrasen, Bestände an Rostblättrigen Alpenrosen (Rhododendron ferrugineum) und Grünerlen-Buschwald.

## Geschichte
Der Neuwirthsteig wurde 1883 angelegt. Im selben Jahr wurde die Sektion Gastein des Deutschen und Österreichischen Alpenvereins gegründet. Ein Mitglied der Sektion Gastein, ein Herr Neuwirth aus Wien, ermöglichte die Errichtung des Steigs durch finanzielle Zuschüsse.